# Pierre Denis Martin

Veduta del Castello di Fontainebleau (1718-1723)

Pierre Denis Martin, detto Martin des Gobelins (Parigi, 1673 o 1663 – Parigi, 5 aprile 1743 o 1742), è stato un pittore e disegnatore francese.

## Biografia

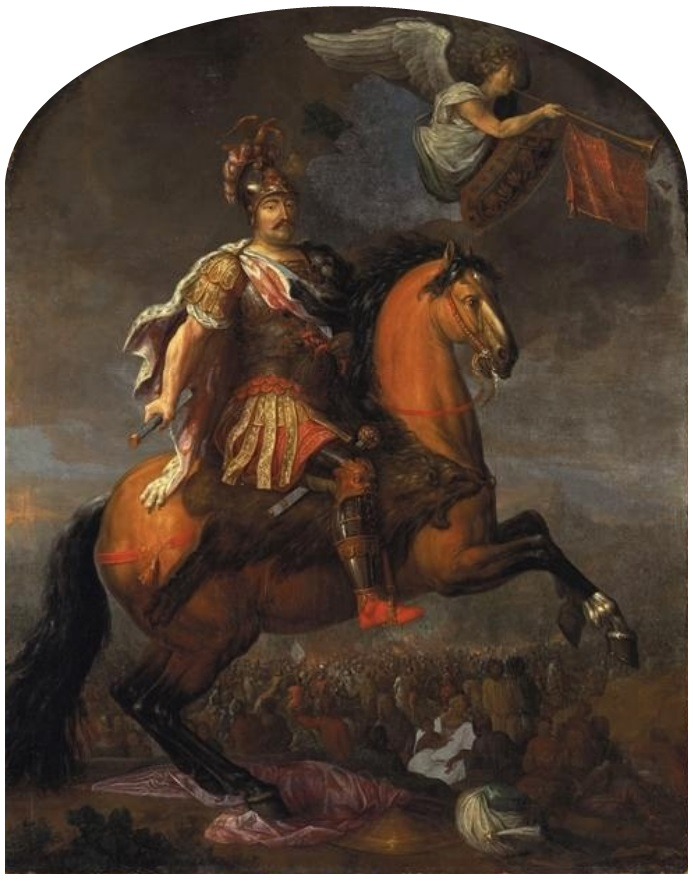
Ritratto equestre di Giovanni III Sobieski

Figlio di Denis e di Françoise Dubat e cugino di Jean Baptiste Martin, fu apprendista di Adam Frans van der Meulen e di Joseph Parrocel.
Il 13 gennaio 1699 sposò Marie Claire Briosne, da cui ebbe un solo figlio, Pierre, nato il 18 settembre 1699.
Collaborò frequentemente col cugino, tanto da lavorare con uno stile talmente simile al suo da comportare problemi di attribuzione delle opere.
Lavorò sia a Parigi, in particolare presso la Manifattura dei Gobelins su commissione del re Luigi XV, che nei Paesi Bassi. Fu pittore ordinario e con retribuzione fissa del re (peintre ordinaire et pensionnaire du Roi).
Dipinse soprattutto scene di caccia, interni, soggetti storici, vedute di città e di palazzi reali e battaglie.

## Alcune Opere
- Ritratto equestre di Giovanni III Sobieski, olio su tela, 126 × 100 cm, 1680 circa, Staatsgalerie im Neuen Schloss, Schleißheim
- Veduta del Castello di Fontainebleau, olio su tela, 242 × 292 cm, 1718-1723, Museo Nazionale del Castello di Fontainebleau
- Veduta di Versailles, olio su tela, 115 x 161 cm, 1722, Musée National du Château, Versailles[4]
- Veduta del Castello di Marly, olio su tela, 137 x 155 cm, 1725, Musée National du Château, Versailles[5]